# Liste des communes des îles Canaries

Les îles Canaries.

Liste des 88 communes des îles Canaries (Espagne).

## Présentation
La communauté autonome des Îles Canaries étant subdivisée en deux provinces, la liste peut également être établie par province :
- Communes de Las Palmas ;
- Communes de Santa Cruz de Tenerife.

La dernière commune créée est El Pinar dans l'île d'El Hierro, en 2007. La dernière commune disparue est celle de San Lorenzo (es) dans l'île de Grande Canarie, en 1939.
Les 88 communes des Canaries font partie de la Fédération canarienne des communes (es) (FECAM), qui est l'association qui supervise, défend, protège et promeut leurs intérêts communs. La FECAM fait elle-même partie de la Fédération espagnole des communes et provinces (es) (FEMP).

## Cartes

Situation des Îles Canaries

Carte des communes des îles Canaries (2003).

## Liste des communes
| Commune                             | Île            | Province               | Comarque               | District judiciaire        | Superficie km² | Population 2000 | Population 2010 | Population 2014 |
| ----------------------------------- | -------------- | ---------------------- | ---------------------- | -------------------------- | -------------- | --------------- | --------------- | --------------- |
| Adeje                               | Tenerife       | Santa Cruz de Tenerife | TF-Suroeste            | Arona                      | 105,95         | 14 007          | 43 801          | 46 667          |
| Agaete                              | Grande Canarie | Las Palmas             | GC-Noroeste            | Santa María de Guía        | 45,50          | 5 665           | 5 748           | 5 656           |
| Agüimes                             | Grande Canarie | Las Palmas             | GC-Sureste             | Santa Lucía de Tirajana    | 79,28          | 20 692          | 29 431          | 30 244          |
| Agulo                               | La Gomera      | Santa Cruz de Tenerife | LG-Norte               | San Sebastián de La Gomera | 25,39          | 1 143           | 1 180           | 1 086           |
| Alajeró                             | La Gomera      | Santa Cruz de Tenerife | LG-Sur                 | San Sebastián de La Gomera | 49,42          | 1 343           | 2 048           | 1 954           |
| La Aldea de San Nicolás             | Grande Canarie | Las Palmas             | GC-Oeste               | Santa María de Guía        | 123,58         | 8 070           | 8 623           | 8 225           |
| Antigua                             | Fuerteventura  | Las Palmas             | FV-Centro              | Puerto del Rosario         | 250,56         | 4 821           | 10 458          | 11 643          |
| Arafo                               | Tenerife       | Santa Cruz de Tenerife | TF-Valle de Güímar     | Güímar                     | 34,27          | 4 802           | 5 543           | 5 464           |
| Arico                               | Tenerife       | Santa Cruz de Tenerife | TF-Abona               | Granadilla de Abona        | 178,76         | 5 644           | 7 891           | 7 670           |
| Arona                               | Tenerife       | Santa Cruz de Tenerife | TF-Suroeste            | Arona                      | 81,79          | 38 416          | 79 377          | 79 890          |
| Arrecife                            | Lanzarote      | Las Palmas             | LZ-Este                | Arrecife                   | 22,72          | 43 711          | 58 156          | 56 880          |
| Artenara                            | Grande Canarie | Las Palmas             | GC-Oeste               | Arucas                     | 66,70          | 1 572           | 1 230           | 1 180           |
| Arucas                              | Grande Canarie | Las Palmas             | GC-Área Metropolitana  | Arucas                     | 33,01          | 31 973          | 36 745          | 37 056          |
| Barlovento                          | La Palma       | Santa Cruz de Tenerife | LP-Noreste             | Santa Cruz de La Palma     | 43,55          | 2 398           | 2 296           | 2 005           |
| Betancuria                          | Fuerteventura  | Las Palmas             | FV-Centro              | Puerto del Rosario         | 103,64         | 677             | 823             | 733             |
| Breña Alta                          | La Palma       | Santa Cruz de Tenerife | LP-Capitalina          | Santa Cruz de La Palma     | 30,82          | 5 898           | 7 347           | 7 293           |
| Breña Baja                          | La Palma       | Santa Cruz de Tenerife | LP-Capitalina          | Santa Cruz de La Palma     | 14,19          | 4 051           | 5 259           | 5 366           |
| Buenavista del Norte                | Tenerife       | Santa Cruz de Tenerife | TF-Daute               | Icod de los Vinos          | 67,42          | 5 140           | 5 151           | 4 884           |
| Candelaria                          | Tenerife       | Santa Cruz de Tenerife | TF-Valle de Güímar     | Güímar                     | 49,52          | 13 294          | 25 140          | 26 543          |
| Fasnia                              | Tenerife       | Santa Cruz de Tenerife | TF- Abona              | Güímar                     | 45,10          | 2 554           | 2 777           | 2 846           |
| Firgas                              | Grande Canarie | Las Palmas             | GC-Centro Norte        | Arucas                     | 15,77          | 6 814           | 7 564           | 7 618           |
| La Frontera                         | El Hierro      | Santa Cruz de Tenerife | EH-El Hierro           | Valverde                   | 80,12          | 4 892           | 4 124           | 3 901           |
| Fuencaliente de la Palma            | La Palma       | Santa Cruz de Tenerife | LP-Valle de Aridane    | Los Llanos de Aridane      | 56,41          | 1 800           | 1 898           | 1 745           |
| Gáldar                              | Grande Canarie | Las Palmas             | GC-Noroeste            | Santa María de Guía        | 61,59          | 22 291          | 24 473          | 24 209          |
| Garachico                           | Tenerife       | Santa Cruz de Tenerife | TF-Daute               | Icod de los Vinos          | 29,28          | 5 492           | 5 413           | 5 169           |
| Garafía                             | La Palma       | Santa Cruz de Tenerife | LP-Noroeste            | Los Llanos de Aridane      | 102,99         | 2 007           | 1 714           | 1 618           |
| Granadilla de Abona                 | Tenerife       | Santa Cruz de Tenerife | TF-Abona               | Granadilla de Abona        | 162,43         | 20 323          | 40 862          | 43 455          |
| La Guancha                          | Tenerife       | Santa Cruz de Tenerife | TF-Icod                | Icod de los Vinos          | 23,77          | 5 269           | 5 475           | 5 482           |
| Guía de Isora                       | Tenerife       | Santa Cruz de Tenerife | TF-Suroeste            | Arona                      | 143,42         | 14 674          | 20 535          | 20 061          |
| Güímar                              | Tenerife       | Santa Cruz de Tenerife | TF-Valle de Güímar     | Güímar                     | 102,92         | 14 646          | 17 852          | 18 751          |
| Haría                               | Lanzarote      | Las Palmas             | LZ-Norte               | Arrecife                   | 61,59          | 4 201           | 5 249           | 4 736           |
| Hermigua                            | La Gomera      | Santa Cruz de Tenerife | LG-Norte               | San Sebastián de La Gomera | 39,67          | 2 131           | 2 183           | 1 919           |
| Icod de los Vinos                   | Tenerife       | Santa Cruz de Tenerife | TF-Icod                | Icod de los Vinos          | 95,90          | 19 977          | 24 231          | 22 913          |
| Ingenio                             | Grande Canarie | Las Palmas             | GC-Sureste             | Telde                      | 38,15          | 24 616          | 29 640          | 30 173          |
| Los Llanos de Aridane               | La Palma       | Santa Cruz de Tenerife | LP-Valle de Aridane    | Los Llanos de Aridane      | 35,79          | 18 190          | 20 948          | 20 416          |
| La Matanza de Acentejo              | Tenerife       | Santa Cruz de Tenerife | TF-Acentejo            | La Orotava                 | 14,11          | 7 000           | 8 471           | 8 745           |
| Mogán                               | Grande Canarie | Las Palmas             | GC-Sur                 | San Bartolomé de Tirajana  | 172,44         | 13 136          | 22 638          | 23 491          |
| Moya                                | Grande Canarie | Las Palmas             | GC-Noroeste            | Santa María de Guía        | 31,87          | 8 664           | 8 098           | 7 869           |
| La Oliva                            | Fuerteventura  | Las Palmas             | FV-Norte               | Puerto del Rosario         | 356,13         | 10 578          | 22 351          | 24 307          |
| La Orotava                          | Tenerife       | Santa Cruz de Tenerife | TF-Valle de La Orotava | La Orotava                 | 207,31         | 38 348          | 41 427          | 41 179          |
| Pájara                              | Fuerteventura  | Las Palmas             | FV-Sur                 | Puerto del Rosario         | 383,52         | 12 923          | 20 622          | 19 679          |
| Las Palmas de Gran Canaria          | Grande Canarie | Las Palmas             | GC-Área Metropolitana  | Las Palmas de Gran Canaria | 100,55         | 358 518         | 383 308         | 382 283         |
| El Paso                             | La Palma       | Santa Cruz de Tenerife | LP-Valle de Aridane    | Los Llanos de Aridane      | 135,92         | 7 289           | 7 837           | 7 617           |
| El Pinar de El Hierro               | El Hierro      | Santa Cruz de Tenerife | EH-El Hierro           | Valverde                   | 84,95          | /               | 1 801           | 1 801           |
| Puerto de la Cruz                   | Tenerife       | Santa Cruz de Tenerife | TF-Valle de La Orotava | Puerto de la Cruz          | 8,73           | 24 988          | 32 571          | 29 435          |
| Puerto del Rosario                  | Fuerteventura  | Las Palmas             | FV-Norte               | Puerto del Rosario         | 289,95         | 21 274          | 35 702          | 36 790          |
| Puntagorda                          | La Palma       | Santa Cruz de Tenerife | LP-Noroeste            | Los Llanos de Aridane      | 31,09          | 1 785           | 2 177           | 2 031           |
| Puntallana                          | La Palma       | Santa Cruz de Tenerife | LP-Noreste             | Santa Cruz de La Palma     | 35,09          | 2 204           | 2 425           | 2 348           |
| Los Realejos                        | Tenerife       | Santa Cruz de Tenerife | TF-Valle de La Orotava | La Orotava                 | 57,08          | 34 147          | 37 658          | 36 860          |
| El Rosario                          | Tenerife       | Santa Cruz de Tenerife | TF-Área Metropolitana  | Santa Cruz de Tenerife     | 39,42          | 12 696          | 17 417          | 17 329          |
| San Andrés y Sauces                 | La Palma       | Santa Cruz de Tenerife | LP-Noreste             | Santa Cruz de La Palma     | 42,75          | 5 229           | 4 874           | 4 378           |
| San Bartolomé                       | Lanzarote      | Las Palmas             | LZ-Este                | Arrecife                   | 40,90          | 13 129          | 18 161          | 18 689          |
| San Bartolomé de Tirajana           | Grande Canarie | Las Palmas             | GC-Sur                 | San Bartolomé de Tirajana  | 333,13         | 39 939          | 53 288          | 54 377          |
| San Cristóbal de La Laguna          | Tenerife       | Santa Cruz de Tenerife | TF-Área Metropolitana  | San Cristóbal de La Laguna | 102,05         | 126 543         | 152 222         | 153 009         |
| San Juan de la Rambla               | Tenerife       | Santa Cruz de Tenerife | TF-Icod                | La Orotava                 | 20,66          | 4 345           | 5 076           | 5 053           |
| San Miguel de Abona                 | Tenerife       | Santa Cruz de Tenerife | TF-Abona               | Granadilla de Abona        | 42,04          | 7 315           | 16 707          | 16 221          |
| San Sebastián de la Gomera          | La Gomera      | Santa Cruz de Tenerife | LG-Sur                 | San Sebastián de La Gomera | 113,59         | 7 001           | 9 092           | 8 668           |
| Santa Brígida                       | Grande Canarie | Las Palmas             | GC-Área Metropolitana  | Las Palmas de Gran Canaria | 23,81          | 18 153          | 19 135          | 18 775          |
| Santa Cruz de La Palma              | La Palma       | Santa Cruz de Tenerife | LP-Capitalina          | Santa Cruz de La Palma     | 43,37          | 18 204          | 17 128          | 16 184          |
| Santa Cruz de Tenerife              | Tenerife       | Santa Cruz de Tenerife | TF-Área Metropolitana  | Santa Cruz de Tenerife     | 150,56         | 215 132         | 222 643         | 205 279         |
| Santa Lucía de Tirajana             | Grande Canarie | Las Palmas             | GC-Sureste             | Santa Lucía de Tirajana    | 61,56          | 44 974          | 64 845          | 68 544          |
| Santa María de Guía de Gran Canaria | Grande Canarie | Las Palmas             | GC-Noroeste            | Santa María de Guía        | 42,59          | 14 032          | 14 200          | 13 968          |
| Santa Úrsula                        | Tenerife       | Santa Cruz de Tenerife | TF-Acentejo            | La Orotava                 | 22,59          | 10 529          | 14 143          | 14 296          |
| Santiago del Teide                  | Tenerife       | Santa Cruz de Tenerife | TF-Suroeste            | Arona                      | 52,21          | 8 863           | 12 099          | 10 468          |
| El Sauzal                           | Tenerife       | Santa Cruz de Tenerife | TF-Acentejo            | San Cristóbal de La Laguna | 18,31          | 7 443           | 8 930           | 8 998           |
| Los Silos                           | Tenerife       | Santa Cruz de Tenerife | TF-Daute               | Icod de los Vinos          | 24,23          | 5 066           | 5 246           | 4 727           |
| Tacoronte                           | Tenerife       | Santa Cruz de Tenerife | TF-Acentejo            | San Cristóbal de La Laguna | 30,09          | 20 800          | 23 615          | 23 929          |
| El Tanque                           | Tenerife       | Santa Cruz de Tenerife | TF-Daute               | Icod de los Vinos          | 23,64          | 3 000           | 2 965           | 2 775           |
| Tazacorte                           | La Palma       | Santa Cruz de Tenerife | LP-Valle de Aridane    | Los Llanos de Aridane      | 11,36          | 6 147           | 5 697           | 4 844           |
| Tegueste                            | Tenerife       | Santa Cruz de Tenerife | TF-Área Metropolitana  | San Cristóbal de La Laguna | 26,41          | 9 226           | 10 731          | 11 097          |
| Teguise                             | Lanzarote      | Las Palmas             | LZ-Norte               | Arrecife                   | 263,98         | 12 184          | 20 105          | 21 101          |
| Tejeda                              | Grande Canarie | Las Palmas             | GC-Oeste               | Arucas                     | 103,30         | 2 565           | 2 133           | 1 990           |
| Telde                               | Grande Canarie | Las Palmas             | GC-Área Metropolitana  | Telde                      | 102,43         | 88 110          | 100 900         | 102 076         |
| Teror                               | Grande Canarie | Las Palmas             | GC-Centro Norte        | Arucas                     | 25,70          | 11 898          | 12 944          | 12 606          |
| Tías                                | Lanzarote      | Las Palmas             | LZ-Este                | Arrecife                   | 64,61          | 13 537          | 19 869          | 19 658          |
| Tijarafe                            | La Palma       | Santa Cruz de Tenerife | LP-Noroeste            | Los Llanos de Aridane      | 53,76          | 2 672           | 2 769           | 2 684           |
| Tinajo                              | Lanzarote      | Las Palmas             | LZ-Suroeste            | Arrecife                   | 135,28         | 4 373           | 5 655           | 5 808           |
| Tuineje                             | Fuerteventura  | Las Palmas             | FV-Sur                 | Puerto del Rosario         | 275,94         | 9 851           | 13 536          | 13 778          |
| Valle Gran Rey                      | La Gomera      | Santa Cruz de Tenerife | LG-Sur                 | San Sebastián de La Gomera | 32,36          | 4 002           | 5 150           | 4 181           |
| Vallehermoso                        | La Gomera      | Santa Cruz de Tenerife | LG-Norte               | San Sebastián de La Gomera | 109,31         | 2 680           | 3 123           | 2 913           |
| Valleseco                           | Grande Canarie | Las Palmas             | GC-Centro Norte        | Arucas                     | 22,11          | 4 006           | 3 935           | 3 886           |
| Valsequillo de Gran Canaria         | Grande Canarie | Las Palmas             | GC-Centro Norte        | Telde                      | 39,15          | 8 049           | 9 099           | 9 233           |
| Valverde                            | El Hierro      | Santa Cruz de Tenerife | EH-El Hierro           | Valverde                   | 103,64         | 3 641           | 5 035           | 4 973           |
| Vega de San Mateo                   | Grande Canarie | Las Palmas             | GC-Centro Norte        | Las Palmas de Gran Canaria | 37,89          | 7 424           | 7 699           | 7 698           |
| La Victoria de Acentejo             | Tenerife       | Santa Cruz de Tenerife | TF-Acentejo            | La Orotava                 | 18,35          | 8 052           | 9 042           | 9 026           |
| Vilaflor de Chasna                  | Tenerife       | Santa Cruz de Tenerife | TF-Abona               | Granadilla de Abona        | 56,26          | 1 634           | 1 843           | 1 715           |
| Villa de Mazo                       | La Palma       | Santa Cruz de Tenerife | LP-Capitalina          | Santa Cruz de La Palma     | 71,17          | 4 609           | 4 955           | 4 907           |
| Yaiza                               | Lanzarote      | Las Palmas             | LZ-Suroeste            | Arrecife                   | 211,85         | 5 175           | 14 242          | 15 068          |
| Total                               | Total          | Total                  | Total                  | Total                      | 7 446,95       | 897 595         | 1 090 605       | 1 100 027       |

## Communes par îles
| Île            | Superficie   | Nombre de communes |
| -------------- | ------------ | ------------------ |
| El Hierro      | 268,71 km2   | 3                  |
| Fuerteventura  | 1 659,74 km2 | 6                  |
| Grande Canarie | 1 560,10 km2 | 21                 |
| La Gomera      | 369,76 km2   | 6                  |
| La Palma       | 708,32 km2   | 14                 |
| Lanzarote      | 845,94 km2   | 7                  |
| Tenerife       | 2 034,38 km2 | 31                 |
| Total          | 7 746,95 km2 | 88                 |

Îles de la province de Las Palmas.
Communes de Fuerteventura.
Communes de Grande Canarie.
Communes de Lanzarote.

Îles de la province de Santa Cruz de Tenerife.
Communes d'El Hierro.
Communes de La Gomera.
Communes de La Palma.
Communes de Tenerife.

## Répartition des communes de plus de 10 000 habitants parîles
| # | îles           | > 300 000 hab. | Entre 200 000 et 300 000 hab. | Entre 100 000 et 200 000 hab. | Entre 50 000 et 100 000 hab. | Entre 20 000 et 50 000 hab. | Entre 10 000 et 20 000 hab. | Total > 10 000 hab. |
| - | -------------- | -------------- | ----------------------------- | ----------------------------- | ---------------------------- | --------------------------- | --------------------------- | ------------------- |
| 1 | Tenerife       | 0              | 1                             | 1                             | 1                            | 9                           | 4                           | 16                  |
| 2 | Grande Canarie | 1              | 0                             | 1                             | 2                            | 5                           | 3                           | 12                  |
| 3 | Lanzarote      | 0              | 0                             | 0                             | 1                            | 3                           | 2                           | 6                   |
| 4 | Fuerteventura  | 0              | 0                             | 0                             | 0                            | 3                           | 2                           | 5                   |
| 5 | La Palma       | 0              | 0                             | 0                             | 0                            | 1                           | 1                           | 2                   |
| 6 | La Gomera      | 0              | 0                             | 0                             | 0                            | 0                           | 0                           | 0                   |
| 7 | El Hierro      | 0              | 0                             | 0                             | 0                            | 0                           | 0                           | 0                   |

### Sources et bibliographie
- (es) « Instituto Nacional de Estadistica », sur Instituto Nacional de Estadistica
  - (es) Instituto Nacional de Estadistica, « Superficie, population (données non corrigées), densité : province de Las Palmas », sur www.ine.es (consulté le 28 mai 2015) 
  - (es) Instituto Nacional de Estadistica, « Superficie, population (données non corrigées), densité : province de Santa Cruz de Tenerife », sur www.ine.es (consulté le 28 mai 2015) 
  - (es) Instituto Nacional de Estadistica, « Données officielles de population résultant de la révision du recensement communal : de 1996 à 2014 », sur www.ine.es (consulté le 17 novembre 2015)
- (es) Varaciones de los municipios de España desde 1842, Ministerio de administraciones públicas, octobre 2008, 364 p. (lire en ligne) [PDF]

 : document utilisé comme source pour la rédaction de cet article.